# Amigny
Pour les articles homonymes, voir Amigny (homonymie).
Amigny (prononcé /amiɲi/) est une commune française, située dans le département de la Manche en région Normandie, peuplée de 153 habitants.

## Géographie
La commune fait partie du parc naturel régional des Marais du Cotentin et du Bessin.
Elle est le regroupement de plusieurs hameaux. Les voici classés du sud au nord : la Montanguerie, la Hardonnière, la Bucaillerie, la Maison Neuve, le Bourg (avec l'église, le château et le moulin), la Frataillerie, le Pré, la Monderie, la Couture, la Provosterie, l'Hôtel Houël, la Pelhâtrie, la Petite Ducrie.
| Le Hommet-d'Arthenay                       | Le Hommet-d'Arthenay                           | Le Hommet-d'Arthenay |
| Le Hommet-d'Arthenay, La Chapelle-en-Juger | Amigny                                         | Pont-Hébert          |
| La Chapelle-en-Juger                       | La Chapelle-en-Juger, Hébécrevon(par un angle) | Pont-Hébert          |

### Hydrographie
La commune est située dans le bassin Seine-Normandie. Elle est drainée par la Terrette, le bras 01 de la commune du Pont-Hébert, le cours d'eau 01 de la commune d'Amigny et un autre petit cours d'eau,.
La Terrette, d'une longueur de 29 km, prend sa source dans la commune de Cerisy-la-Salle et se jette  dans la Taute en limite de Tribehou et de Graignes-Mesnil-Angot, après avoir traversé 13 communes. 

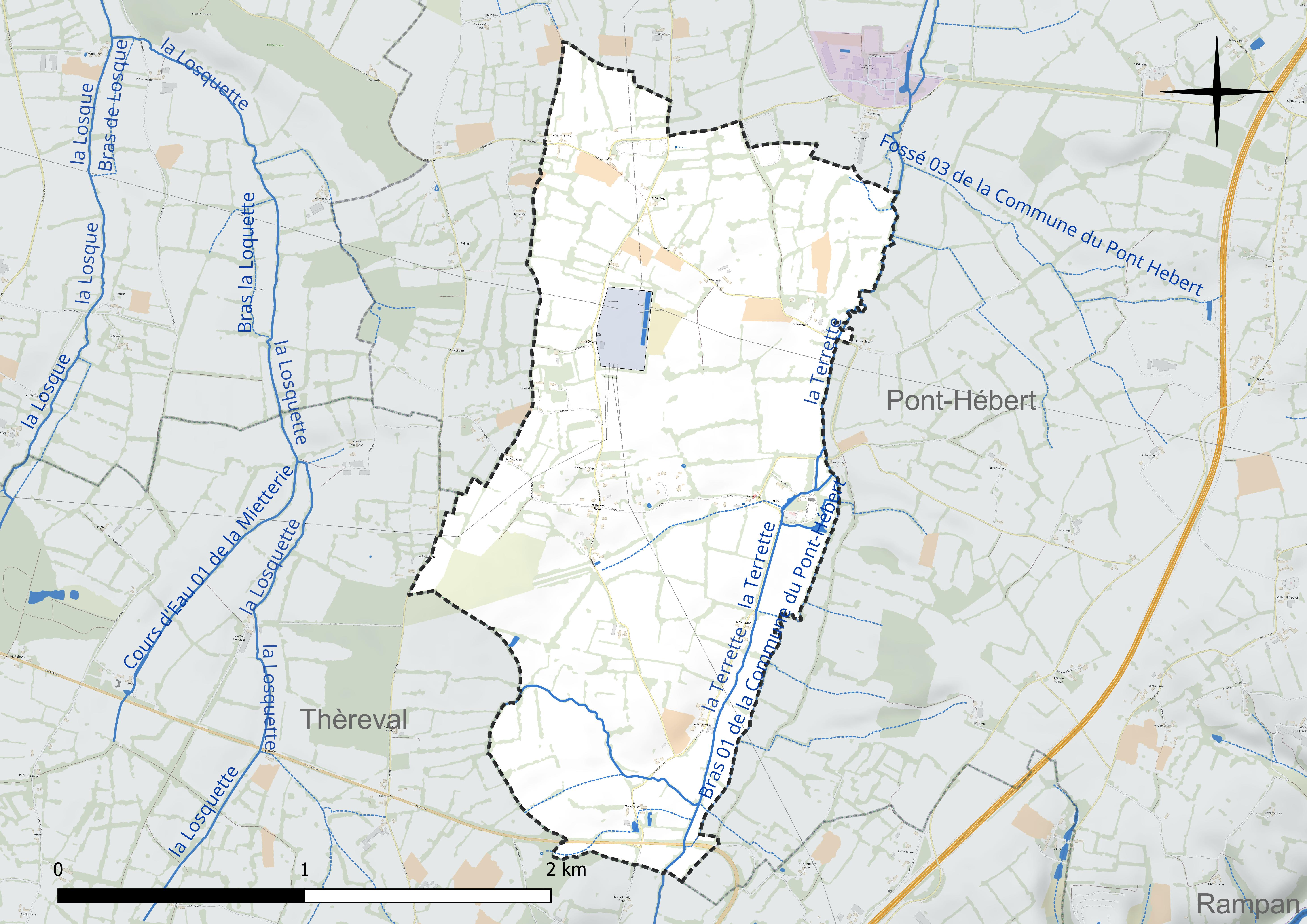
Réseau hydrographique d'Amigny.

### Climat
Pour des articles plus généraux, voir Climat de la Normandie et Climat de la Manche.
En 2010, le climat de la commune est de type climat océanique franc, selon une étude du CNRS s'appuyant sur une série de données couvrant la période 1971-2000. En 2020, Météo-France publie une typologie des climats de la France métropolitaine dans laquelle la commune est exposée à un climat océanique et est dans la région climatique Normandie (Cotentin, Orne), caractérisée par une pluviométrie relativement élevée (850 mm/a) et un été frais (15,5 °C) et venté. Parallèlement le GIEC normand, un groupe régional d'experts sur le climat, différencie quant à lui, dans une étude de 2020, trois grands types de climats pour la région Normandie, nuancés à une échelle plus fine par les facteurs géographiques locaux. La commune est, selon ce zonage, exposée à un « climat maritime », correspondant au Cotentin et à l'ouest du département de la Manche, frais, humide et pluvieux, où les contrastes pluviométrique et thermique sont parfois très prononcés en quelques kilomètres quand le relief est marqué.
Pour la période 1971-2000, la température annuelle moyenne est de 10,8 °C, avec une amplitude thermique annuelle de 11,5 °C. Le cumul annuel moyen de précipitations est de 935 mm, avec 14,3 jours de précipitations en janvier et 8,1 jours en juillet. Pour la période 1991-2020, la température moyenne annuelle observée sur la station météorologique la plus proche, située sur la commune de Condé-sur-Vire à 15 km à vol d'oiseau, est de 11,3 °C et le cumul annuel moyen de précipitations est de 956,7 mm,. Pour l'avenir, les paramètres climatiques de la commune estimés pour 2050 selon différents scénarios d'émission de gaz à effet de serre sont consultables sur un site dédié publié par Météo-France en novembre 2022.

## Urbanisme

### Typologie
Au 1er janvier 2024, Amigny est catégorisée commune rurale à habitat dispersé, selon la nouvelle grille communale de densité à sept niveaux définie par l'Insee en 2022.
Elle est située hors unité urbaine. Par ailleurs la commune fait partie de l'aire d'attraction de Saint-Lô, dont elle est une commune de la couronne,. Cette aire, qui regroupe 63 communes, est catégorisée dans les aires de 50 000 à moins de 200 000 habitants,.

### Occupation des sols
L'occupation des sols de la commune, telle qu'elle ressort de la base de données européenne d'occupation biophysique des sols Corine Land Cover (CLC), est marquée par l'importance des territoires agricoles (100 % en 2018), une proportion identique à celle de 1990 (100 %). La répartition détaillée en 2018 est la suivante : prairies (80,2 %), terres arables (19,8 %). L'évolution de l'occupation des sols de la commune et de ses infrastructures peut être observée sur les différentes représentations cartographiques du territoire : la carte de Cassini (XVIIIe siècle), la carte d'état-major (1820-1866) et les cartes ou photos aériennes de l'IGN pour la période actuelle (1950 à aujourd'hui).

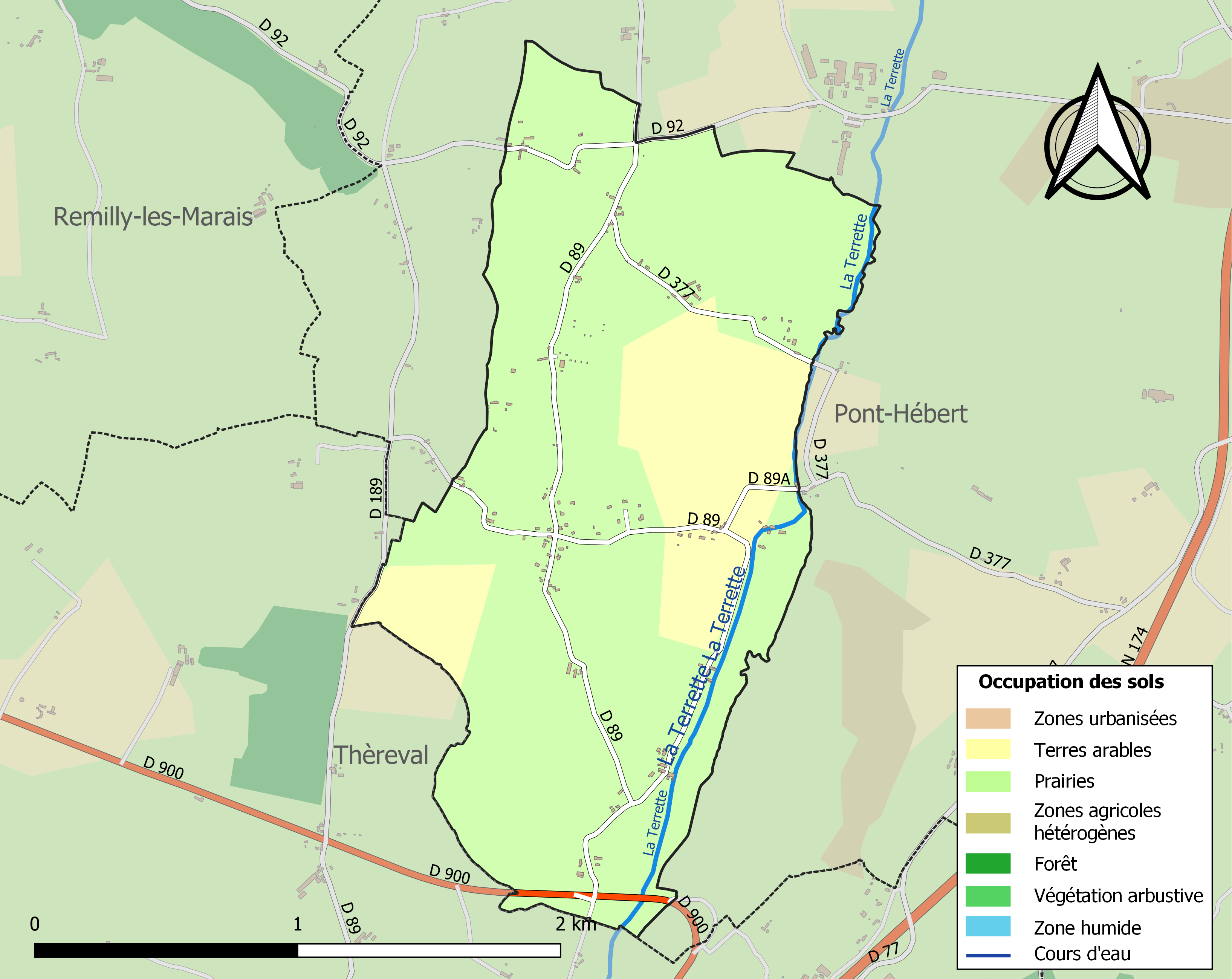
Carte des infrastructures et de l'occupation des sols de la commune en 2018 (CLC).

## Toponymie
Le nom de la localité est attesté sous la forme Amigne en 1164 et Amigné en 1280.
Toponyme gallo-romain °Aminiacu, formé avec le suffixe gallo-roman -acu ajouté à un nom de personne. Le toponyme Amigny s'est construit à partir de l'anthroponyme roman Aminius suffixé de -acus indiquant la propriété. Le premier élément est l'anthroponyme (nom de personne) gallo-romain Aminius, d'où le sens global de « domaine rural d'Aminius ». Ce type toponymique se rencontre de nombreuses fois en France sous les formes Amigny, Amigné, Amilly, etc.
Le gentilé est Amignais.

### Micro-toponymie
Les hameaux en Y-erie, Y-ère ou Hôtel Y, sont des habitats plus récents. Ils désignaient à l'origine le corps agricole de la famille Y. Montanguerie = ferme des Montangue ; Hardonnière = ferme des Hardon ; Bucaillerie = ferme des Bucaille (nom typique normand) ; Frataillerie = ferme des Frataille ; Monderie = ferme des Monder ; Provosterie = ferme des Provost ; Hôtel Houël = ferme des Houël (nom typique normand, du norrois holr = creux) ; Pelhâtrie = ferme des Pelhâtre / Pelhate ; Ducrie = ferme des Ducre.

## Histoire
Louis II de Bourbon (1621-1686), dit le Grand Condé, séjournera de nombreuses fois au château d'Amigny chez Leroy d'Amigny afin de soigner ses rhumatismes à la Fontaine des bains d'Hébécrevon.
À la fin du XVIIIe siècle, Jean-Baptiste Le Verrier de la Conterie (1718-1783), seigneur d'Amigny, écrit un ouvrage sur la chasse aux chiens courants, L'École de la chasse aux chiens courants, ou Vénerie normande, régulièrement réédité au cours des XIXe et XXe siècles. Son fils, Alexandre Le Verrier de la Conterie sera maire de 1799 à 1806 et de 1816 à 1817.

## Politique et administration
| Période | Période        | Identité                         | Étiquette      | Qualité          |
| --- | -------------- | -------------------------------- | -------------- | ---------------- |
| 1790 | 1791           | Luc Rauline                      | SE             | Agriculteur      |
| 1791 | 1795           | Absence de sources               |                |                  |
| 1795 | 1796           | Luc Rauline                      | SE             | Agriculteur      |
| 1795 | 1799           | Michel Legrand                   | SE             | Agriculteur      |
| 1799 | 1806           | Alexandre Verrier de La Conterie | SE             |                  |
| 1806 | 1816           | Michel Legrand                   | SE             | Agriculteur      |
| 1816 | 1817           | Alexandre Verrier de La Conterie | SE             |                  |
| 1818 | 1826           | Jacques Legrand                  | SE             | Agriculteur      |
| 1826 | 1848           | Michel Legrand                   | SE             | Agriculteur      |
| 1848 | 1879           | Jean-François Desdevises         | SE             | Agriculteur      |
| 1879 | 1885           | Jean-Pierre Cahour               | SE             | Agriculteur      |
| 1896 | 1914           | Louis Juin                       | SE             | Agriculteur      |
| 1915 | 1936           | Léon Le Monnier de Gouville      | SE             |                  |
| 1936 | 1945           | Désiré Godey                     | SE             | Agriculteur      |
| 1945 | août 1974      | Georges Herman                   | SE             | Agriculteur      |
| 1974 | juin 1995      | Pierre Leboulanger               | SE             | Agriculteur      |
| juin 1995                                                                                                   | mars 2008      | André Hurel                      | Divers droite  | Agriculteur      |
| mars 2008                                                                                                   | septembre 2021 | Patrice Genest                   | Sans étiquette | Retraité         |
| déc. 2021                                                                                                   | En cours       | Gilles Legrand                   | Sans étiquette | Ouvrier qualifié |
| Une partie des données est issue d'une liste établie par Jean Pouëssel, Denis Small et Jacques de Gouville. |                |                                  |                |                  |

Le conseil municipal est composé de onze membres dont le maire et un adjoint.

## Démographie
L'évolution du nombre d'habitants est connue à travers les recensements de la population effectués dans la commune depuis 1793. Pour les communes de moins de 10 000 habitants, une enquête de recensement portant sur toute la population est réalisée tous les cinq ans, les populations de référence des années intermédiaires étant quant à elles estimées par interpolation ou extrapolation. Pour la commune, le premier recensement exhaustif entrant dans le cadre du nouveau dispositif a été réalisé en 2004.
En 2022, la commune comptait 153 habitants, en évolution de +6,99 % par rapport à 2016 (Manche : −0,31 %, France hors Mayotte : +2,11 %).
Amigny a compté jusqu'à 252 habitants en 1821.
| 1793 | 1800 | 1806 | 1821 | 1831 | 1836 | 1841 | 1846 | 1851 |
| ---- | ---- | ---- | ---- | ---- | ---- | ---- | ---- | ---- |
| 239  | 203  | 249  | 252  | 240  | 252  | 220  | 220  | 200  |

| 1856 | 1861 | 1866 | 1872 | 1876 | 1881 | 1886 | 1891 | 1896 |
| ---- | ---- | ---- | ---- | ---- | ---- | ---- | ---- | ---- |
| 221  | 201  | 195  | 193  | 202  | 196  | 192  | 205  | 190  |

| 1901 | 1906 | 1911 | 1921 | 1926 | 1931 | 1936 | 1946 | 1954 |
| ---- | ---- | ---- | ---- | ---- | ---- | ---- | ---- | ---- |
| 194  | 161  | 152  | 148  | 151  | 154  | 154  | 132  | 125  |

| 1962 | 1968 | 1975 | 1982 | 1990 | 1999 | 2004 | 2006 | 2009 |
| ---- | ---- | ---- | ---- | ---- | ---- | ---- | ---- | ---- |
| 123  | 119  | 104  | 122  | 123  | 123  | 139  | 145  | 140  |

| 2014 | 2019 | 2022 | - | - | - | - | - | - |
| ---- | ---- | ---- | - | - | - | - | - | - |
| 146  | 154  | 153  | - | - | - | - | - | - |

## Économie
La commune se situe dans la zone géographique des appellations d'origine protégée (AOP) Beurre d'Isigny et Crème d'Isigny.

## Culture locale et patrimoine

### Lieux et monuments

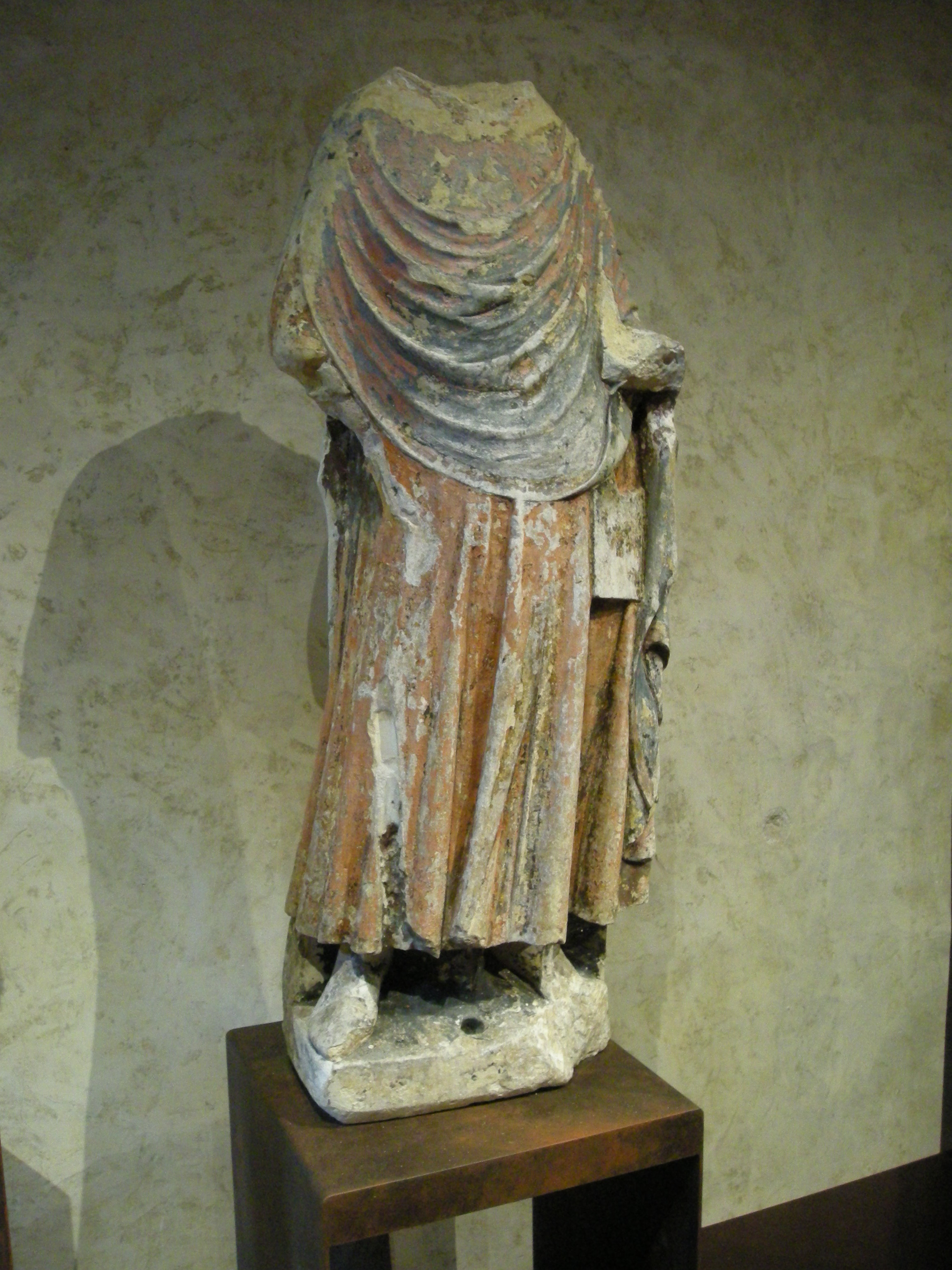
Statue en calcaire de saint Jacques le Majeur, en provenance de l'église d'Amigny.

- Église Notre-Dame XIXe siècle. Ancienne chapelle du château. L'église, d'origine romane, abrite des fonts baptismaux (XVe siècle), une statue de saint Jacques le Majeur (XIVe siècle) faisant partie de l'exposition Fragments d'Histoire à l'abbaye de Hambye, verrière (XIXe siècle), groupe sculpté éducation de la Vierge (XIXe siècle).
- Château du XVIIe – XXe siècles (porche XIIe). Très endommagé lors de la Seconde Guerre mondiale en raison de dégâts importants causés par des explosions liées au débarquement des Alliés en Normandie. Propriété des familles Leroy d'Amigny, Leverrier de la Conterie, de M. Gustave Gardye, il passe ensuite dans la famille Le Monnier de Gouville à la fin du XIXe siècle, actuels propriétaires. En son parc coule la Terrette.
- Ancien moulin et bief attenant au château (XVIIe siècle), transformé en gîte rural.